# Alexandra Lwowna Sokolowskaja

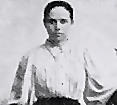
Alexandra Sokolowskaja
im Jahr 1897

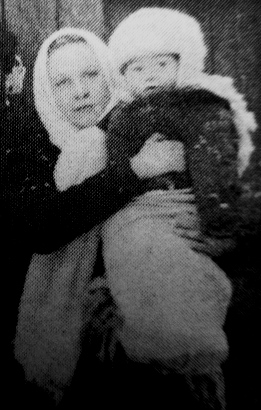
Sokolowskaja mit Tochter 1902 in Irkutsk

Alexandra Lwowna Sokolowskaja (russisch Александра Львовна Соколовская; * 1872 in Werchnjodniprowsk; † vermutlich 1938) war eine russische marxistische Revolutionärin. Sie kam im Großen Terror ums Leben.

## Leben
Sokolowskaja heiratete im Frühjahr 1900 Lew Dawidowitsch Bronstein, den späteren Revolutionsführer Leo Trotzki. Sie begleitete ihn in die Verbannung nach Sibirien. Ihre gemeinsamen Töchter waren Sinaida Lwowna Wolkowa (1901–1933) und Nina Nevelson (1902–1928). Da ihre Eltern sich intensiv politisch engagierten, wuchsen sie hauptsächlich bei den Großeltern, David und Anna Bronstein, auf. Nachdem Trotzki Natalia Sedowa 1902 in Paris getroffen hatte und im Jahr darauf heiratete, zerfiel seine Ehe mit Sokolowskaja, obwohl die beiden bis zum Ende eine freundschaftliche Beziehung unterhielten.
Sokolowskaja soll sich um ihre Enkelin Alexandra gekümmert haben, nachdem ihre Tochter und ebenfalls Revolutionärin Sinaida die Sowjetunion 1931 verlassen hatte. Sie wurde ebenso wie Leo Trotzki und weitere Familienmitglieder ermordet.
Im April 1935 schrieb Trotzki, dass er die Nachricht erhalten habe, dass seine erste Frau, die zu jener Zeit in Leningrad ansässig war, gemeinsam mit den Enkelkindern nach Sibirien verbannt worden sei. Er habe von ihr eine Postkarte aus Tobolsk erhalten, wo sie auf der Reise Zwischenstation gemacht habe. Er erwähnt auch seinen Sohn, Serjoscha (Sergei Lwowitsch Sedow), der als Professor am Technologischen Institut in Moskau gewirkt habe. Trotzki vermutete, dass auch sein Sohn verbannt worden sei. Sokolowskaja wurde unter anderem ein schädigender Einfluss auf eine Gruppe von Studenten im Jahr 1931 zur Last gelegt. Sie soll 1936 in ein Lager in Kolyma deportiert worden sein. Ihre Enkelin Aleksandra Sacharowna schrieb, dass ihre Großmutter eng mit Lenins Frau Nadeschda Konstantinowna Krupskaja befreundet war.